# Geleitzug HX 77
Der Geleitzug HX 77 war ein alliierter Geleitzug der HX-Geleitzugserie zur Versorgung Großbritanniens im Zweiten Weltkrieg. Er fuhr am 30. September 1940 im kanadischen Halifax ab und traf am 15. Oktober in Liverpool ein. Die Alliierten verloren durch deutsche U-Boote sechs Frachtschiffe mit 38.534 BRT.

## Zusammensetzung und Sicherung

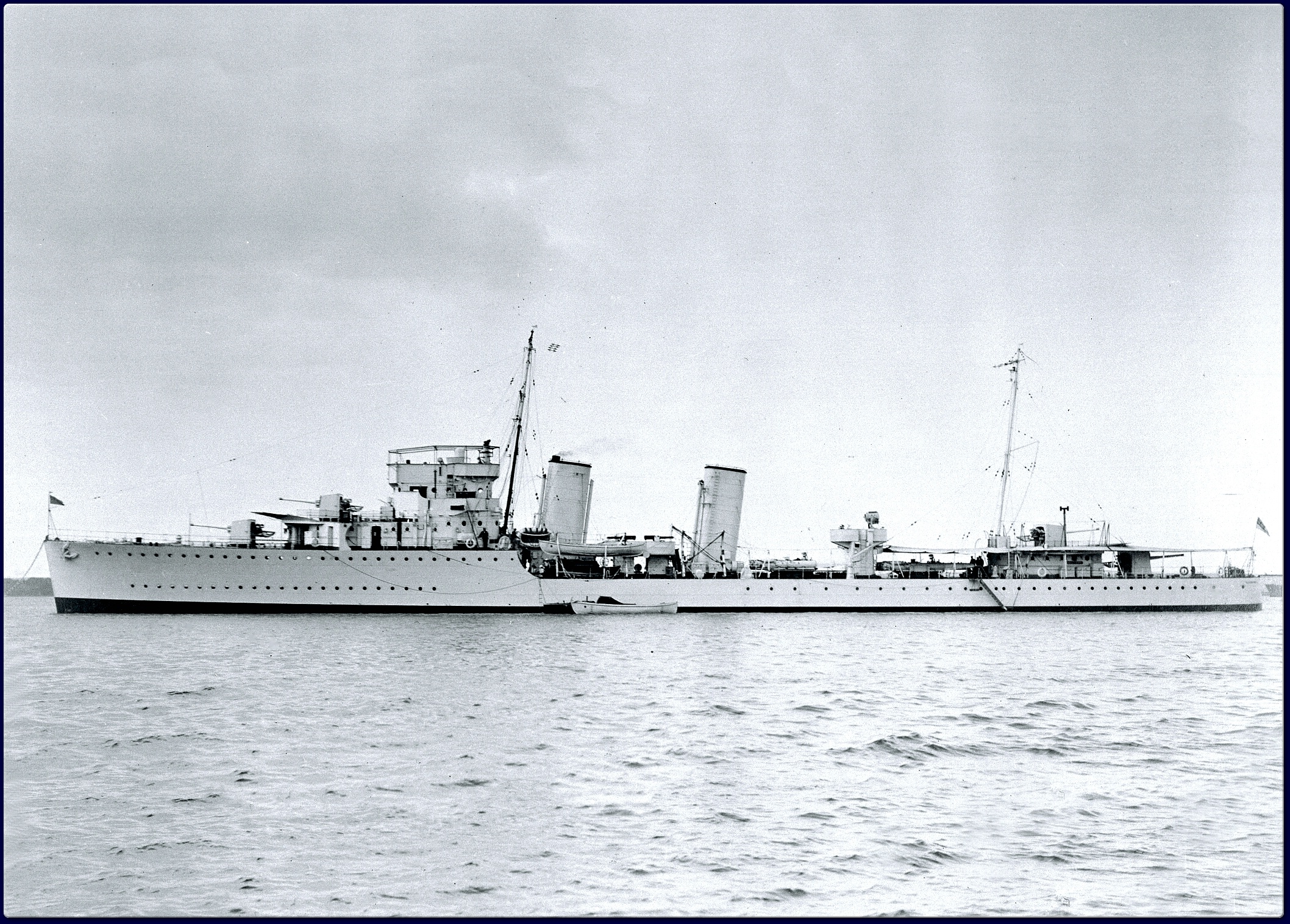
Zerstörer Saguenay

Der Geleitzug HX 77 setzte sich aus 37 Frachtschiffen zusammen. Am 30. September 1940 verließen sie Halifax (Lage) in Richtung Liverpool (Lage). Kommodore des Konvois war Rear Admiral A J Robertson, der sich auf der Empire Audacity eingeschifft hatte. Beim Auslaufen sicherten der britische Hilfskreuzer Ranpura und die kanadischen Zerstörer Assiniboine und Saguenay den Konvoi. Die beiden Zerstörer verließen das Geleit am 1. Oktober, als die beiden bewaffneten Jachten Husky und Reindeer eintrafen. Diese verließen am nächsten Tag das Geleit, so dass die Ranpura bis zum 10. Oktober den Geleitzug allein schützte. Anschließend wurde sie im Bereich der Western Approaches abgelöst durch die britischen Zerstörer Shikari, Vansittart und Witherington, die Korvetten Clarkia und Gardenia sowie die Sloop Weston.
| Name                | Flagge                 | Vermessung in BRT | Verbleib                                 |
| ------------------- | ---------------------- | ----------------- | ---------------------------------------- |
| Agamemnon           | Niederlande            | 1.930             |                                          |
| Bassano             | Vereinigtes Königreich | 4.843             |                                          |
| Brandanger          | Norwegen               | 4.624             | am 11. Oktober von U 48 versenkt (Lage)  |
| Cairnglen           | Vereinigtes Königreich | 5.019             |                                          |
| Craftsman           | Vereinigtes Königreich | 8.022             |                                          |
| Dagrun              | Norwegen               | 4.562             |                                          |
| Davanger            | Norwegen               | 7.102             | am 12. Oktober von U 48 versenkt (Lage)  |
| Donacilla           | Vereinigtes Königreich | 8.113             |                                          |
| El Mirlo            | Vereinigtes Königreich | 8.092             |                                          |
| Emma Bakke          | Norwegen               | 4.721             |                                          |
| Empire Audacity     | Vereinigtes Königreich | 5.537             |                                          |
| Empire Hawksbill    | Vereinigtes Königreich | 5.724             |                                          |
| Empire Shearwater   | Vereinigtes Königreich | 4.970             |                                          |
| Empire Unity        | Vereinigtes Königreich | 6.386             |                                          |
| Explorer            | Vereinigtes Königreich | 6.235             |                                          |
| Flimston            | Vereinigtes Königreich | 4.674             |                                          |
| Gudrun Maersk       | Vereinigtes Königreich | 2.294             |                                          |
| Heina               | Norwegen               | 4.028             |                                          |
| Lavington Court     | Vereinigtes Königreich | 5.372             |                                          |
| Leonidas            | Griechenland           | 4.573             |                                          |
| Lewant              | Polen                  | 1.942             |                                          |
| Lowther Castle      | Vereinigtes Königreich | 5.171             |                                          |
| Lyras               | Griechenland           | 5.685             |                                          |
| Manchester Commerce | Vereinigtes Königreich | 5.343             |                                          |
| Merope              | Niederlande            | 1.162             |                                          |
| Pacific Ranger      | Vereinigtes Königreich | 6.865             | am 12. Oktober von U 59 versenkt (Lage)  |
| Pagasitikos         | Griechenland           | 3.942             |                                          |
| Port Gisborne       | Vereinigtes Königreich | 10.144            | am 11. Oktober von U 48 versenkt (Lage)  |
| R J Cullen          | Vereinigtes Königreich | 6.993             |                                          |
| Ragnhildsholm       | Schweden               | 2.818             |                                          |
| Randa               | Vereinigtes Königreich | 1.555             |                                          |
| Samnanger           | Norwegen               | 4.276             |                                          |
| Santa Clara Valley  | Vereinigtes Königreich | 4.665             |                                          |
| St Malo             | Vereinigtes Königreich | 5.779             | am 12. Oktober von U 101 versenkt (Lage) |
| Stangrant           | Vereinigtes Königreich | 5.804             | am 13. Oktober von U 37 versenkt (Lage)  |
| Treverbyn           | Vereinigtes Königreich | 5.281             |                                          |
| Wanynegate          | Vereinigtes Königreich | 4.260             |                                          |

## Verlauf
Am 11. Oktober 1940 sichtete das deutsche U-Boot U 48 unter dem Kommandanten Heinrich Bleichrodt, auf der Suche nach dem gemeldeten Geleitzug SC 6, eher zufällig den Geleitzug. Bleichrodt setzte eine Fühlungshaltermeldung an den BdU ab und sendete Peilzeichen um andere U-Boote heranzuführen. Gleichzeitig bekam er die Erlaubnis sofort anzugreifen. Bei einem Überwasserangriff in der Nacht zum 12. Oktober schoss er Torpedos auf drei Frachter. Der mit Holz und Metall beladene norwegische Frachter Brandanger (4624 BRT) sank unter Mitnahme von 6 seiner 30 Crew-Mitglieder. Die britische Port Gisborne (8390 BRT) mit einer Wollladung  verlor 26 von 64 Besatzungsangehörige und der mit Benzin beladene norwegische Tanker Davanger (7102 BRT) 17 von 29 Männern. Am 12. Oktober kam U 59 an den Konvoi heran und versenkte den britischen Frachter Pacific Ranger (6865 BRT) der eine Ladung Holz und Metalle mit sich führte und dessen Besatzungsangehörigen alle gerettet werden konnten. Am gleichen Tag erreichte U 101 den Konvoi und versenkte den mit Stahl und Getreide beladenen britischen Frachter St Malo (5779 BRT). Dieser hing dem Konvoi etwas hinterher und verlor 28 seiner 44 Crew-Mitglieder. Am 13. Oktober, der Geleitzug stand schon westlich der Äußeren Hebriden, erreichte ihn U 37 noch und versenkte den britischen Frachter Stangrant (5804 BRT). Diese hatte Stahl geladen und verlor acht Besatzungsangehörige. Insgesamt wurden sechs Schiffe mit 38.534 BRT versenkt.